# بيلي كوكس (موسيقي)
بيلي كوكس (بالإنجليزية: Billy Cox)‏ هو موسيقي أمريكي، ولد في 18 أكتوبر 1941 في ويلينغ في الولايات المتحدة.

## وصلات خارجية
- الموقع الرسمي
- بيلي كوكس على موقع ميوزك برينز (الإنجليزية)
- بيلي كوكس على موقع أول ميوزيك (الإنجليزية)
- بيلي كوكس على موقع ديسكوغز (الإنجليزية)